# Aguarunichthys torosus
Aguarunichthys torosus es una especie de pez de la familia Pimelodidae.

## Morfología
Los machos pueden llegar alcanzar los 34,6 cm de longitud total.

## Hábitat
Es un pez de agua dulce y de clima tropical (22 °C-27 °C).

## Distribución geográfica
Se encuentra en la cuenca del río Cenepa, perteneciente a la cuenca del río Amazonas, en Perú.